# Powiatowy Urząd Bezpieczeństwa Publicznego w Busku

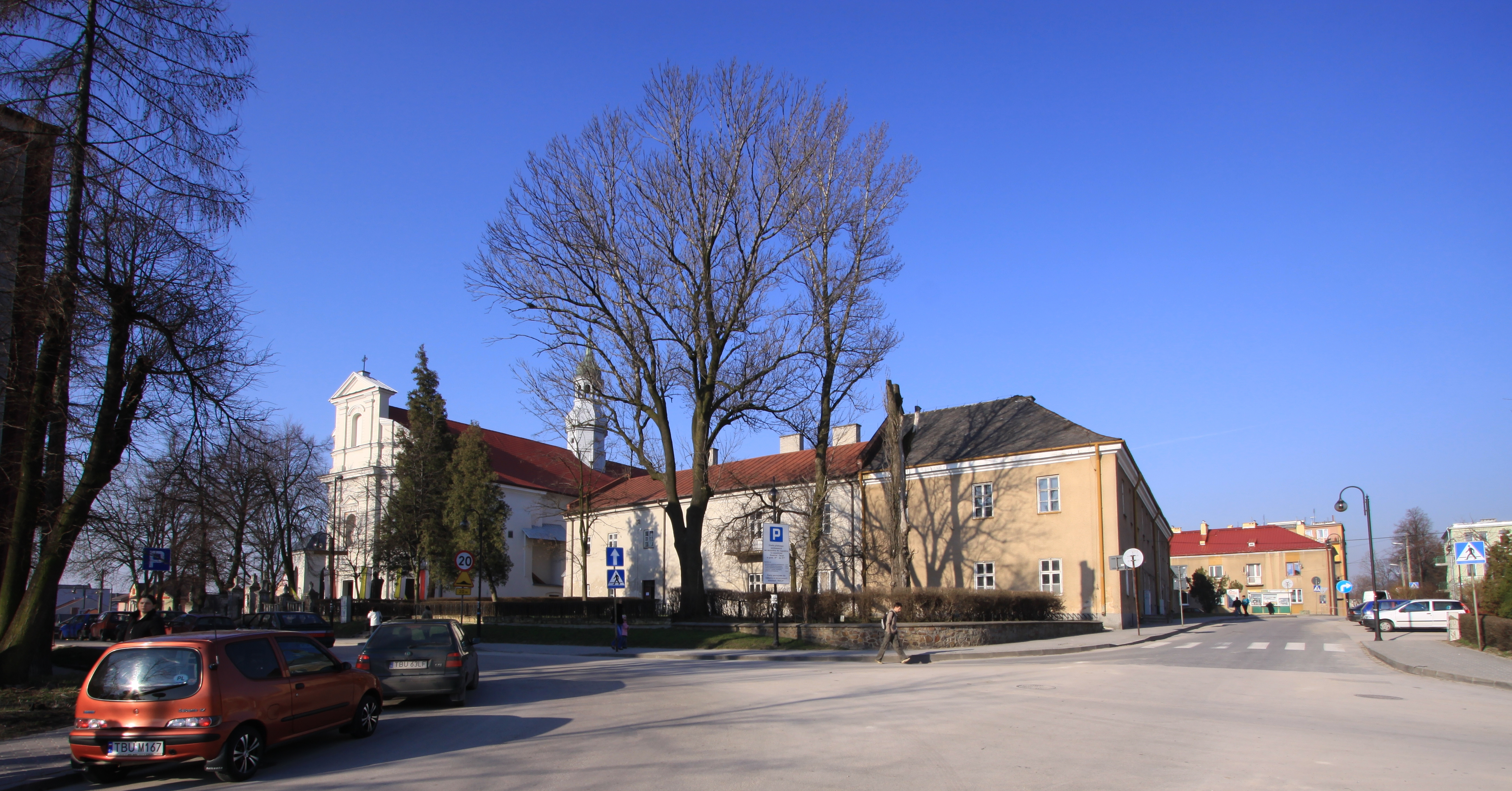
Siedziba PUBP w Busku w latach 1945-1954

Powiatowy Urząd Bezpieczeństwa Publicznego w Busku (PUBP Busko) – jednostka terenowa Ministerstwa Bezpieczeństwa Publicznego operująca na terenie powiatu stopnickiego w latach 1945–1954.
PUBP w Busku podlegał bezpośrednio Wojewódzkiemu Urządowi Bezpieczeństwa Publicznego w Kielcach. Jego siedziba mieściła się w budynku Zespołu Poklasztornego Norbertanek (ul. 3 Maja, potem ul. Sądowa 7).
W maju 1945 r. funkcjonariusze PUBP z Buska oraz funkcjonariusze z WUBP z Kielc brali udział w potyczce stoczonej w lesie koteckim z oddziałem Narodowych Sił Zbrojnych. W czasie walki poległo kilku żołnierzy WUBP i PUBP, wśród nich byli: Tadeusz Banach, Roman Figura, Bolesław Kaczmarski, Jan Strzelec, Tadeusz Wachnicki, Michał Wójcik, Władysław Wójcik, Eugeniusz Paluch i Franciszek Załęcki.